# Sanxi Shuiku (bacino idrico della Repubblica popolare cinese, Fujian Sheng)
Sanxi Shuiku (cinese :三溪水库) è un bacino idrico della Repubblica popolare cinese.  Si trova nella provincia di Fujian Sheng, nella parte sud-orientale del Paese, 1 600 km a sud di Pechino, la capitale del Paese. Sanxi Shuiku si trova a 56 metri sopra il livello del mare. Ha una superficie di 0,19 chilometri quadrati. L'area intorno a Sanxi Shuiku è quasi del tutto ricoperta da foresta mista. Si estende per 0,3 km da nord a sud e 1,1 km da est a ovest.
Il clima del bacino è temperato. La temperatura media è di 19 °C . Il mese più caldo è luglio, con una temperatura media di 25 °C, e gennaio il più freddo, con una temperatura media di 12 °C.  La piovosità media è 1 738 millimetri all'anno. Il mese più piovoso è agosto, con 270 millimetri medi di pioggia, e il più secco è ottobre, con 24 millimetri medi.